# Bandera de Formentera
La bandera de Formentera es oficial de esta isla española desde el año 2010 conjuntamente con su escudo.
La bandera consiste en la bandera de la Corona de Aragón, con el escudo insular superpuesto y ocupando una posición central. Dicho escudo tiene forma romboide con fondo azul y sobre él una torre de oro sostenida por un pie ondulado de plata y flanqueada por dos espigas de trigo en color oro y, en su parte superior, un pequeño escudo cuatribarrado.